# 제이미 윈스턴
제이미 윈스턴(영어: Jaime Winstone, 1985년 5월 6일 ~ )은 잉글랜드의 배우이다.

## 출연 작품
- 러브, 로지 - 루비 역